# Association Française des Cinémas d’Art et d’Essai
Die französische Association Française des Cinémas d'Art et d'Essai (AFCAE) wurde 1955 von fünf Kinos in Paris mit dem Ziel gegründet, den künstlerischen Kinofilm zu fördern.
1959 erreichte der französische Kulturminister André Malraux die staatliche Anerkennung und Förderung der AFCAE, wodurch die AFCAE heute mit mehr als 1100 Mitgliedern (2020) im ganzen Land und weltweit hochgeschätzten Empfehlungslisten große Bedeutung erlangten. Der Anteil der Filmkunstkinos ist in Frankreich dadurch weit höher als anderswo.
Präsident ist gegenwärtig (2021) François Aymé.